# 科學戰爭
科學戰爭主要發生於1990年代的美國，是科學實在論者與後現代主義評論者之間，一系列有關科學理論本質的知識份子交流。
- 後現代主義者質疑科學的客觀性，並於文化研究、文化人類學、女性主義研究、比較文學、媒體研究與科學技術研究的層面批判科學方法與科學知識。
- 科學實在論者則認為，客觀科學知識是真實存在的，而後現代主義批論者對於他們所批判的科學其實知之甚少。

## 歷史背景
二十世紀中，科學哲學開始專注於科學方法與知識的可行性，提出對於科學理論與觀測的真相的解釋，並試圖由哲學層面探討科學為何發揮作用。卡尔·波普尔開始攻擊這個論點，他徹底否定真理、可能性甚至信念這類概念的存在，從而奠定後現代主義態度成長的肥沃基礎。
在此期間也有一些不那麼正統的哲學家，認為純科學的邏輯模型並不適用於實際的科學實踐。托马斯·库恩於1962年所出版的《科学革命的结构》（The Structure of Scientific Revolutions）認為，科學的演化部分植基於社會學的決斷，而非邏輯實證主義所宣稱的全然在純邏輯規則下運作，這一觀點重新建立了科學研究的新秩序。
库恩描述科學知識的發展並非真理與理解的線性累積，而是一連串週期性的革命，推翻科學的舊秩序並重建新秩序（他稱之為"范式"）。库恩將此一過程歸因於人類參與科學的互動與策略，多過其固有的邏輯結構。
某些對库恩觀點的解釋指出，無論科學理論是社會結構的全部或部分，都將減少科學所聲稱的客觀現實代表性（儘管許多社會構成主義者並不如此主張），現實在科學理論的形成過程中變成較為無關緊要的因素。1971年，Jerome Ravetz出版的《科學知識與其社會問題》（Scientific Knowledge and Its Social Problems）一書描述，科學社群作為一種社會結構，將如何影響其接受或拒絕所謂的「客觀」科學知識。

### 後現代主義
許多彼此相異的哲學與歷史學科，經常性聚集一起，而成為「後現代主義」，開始透過應用上的角度，重新詮釋過去的科學成就，通常將政治與經濟條件的分配如何作用於理論發展作為一種科學觀測（often assigning political and economic conditions as formative a role in theory development as scientific observations.）。相對被奉為知識英雄，許多歷史上的科學家，其與性別、性取向、種族及階級問題的關聯，皆重新受到檢視。一些較為激進的哲學家，如 Paul Feyerabend 主張，科學理論自身並不一貫，與其他形式的知識產物（如宗教），就滿足物質與精神需求的作用而言，科學解釋並無不同之處。
為了拒絕一個解釋力更強的替代理論，而抵制對原有理論體系的證偽，只是一種設置特例（ad-hoc）的行為與對知識的損害。接受新秩序將改變理論的核心，且對其他各領域研究產生廣泛的影響，所以不但是一種革命，也是一種進步。因此，對於拉卡托斯而言，科學的性質是革命與進步並存；社會認知與客觀調整並進。

## 科學戰爭
人文學科與科學社會學對於科學可行性的批評指出科學社群在多方面令人不安，特別是社會建構的語言受到聲稱能提供替代科學典範的社群所挪用時。許多科學家察覺到那些入侵社會科學領域的政治操弄，包括文化相對主義、女權主義科學等。在1994年出版的《高級迷信：學術左派及其與科學的爭論》（Higher Superstition: The Academic Left and Its Quarrels with Science）一書中，科學家 Paul R. Gross 與 Norman Levitt一方面批評後現代主義者的反智傾向，另一方面也說明了後現代主義與相對主義的缺點。書中也表示，後現代主義者根本不理解他們所批判的科學理論。後現代主義者的論點與其說是學術研究，不如說是政治運動。
後現代主義科學論（science studies）的批評被認為是始於他們對理論方法的誤解，他們基於該誤解而生的誇大諷刺、誤讀與居高臨下的態度，要多過他們所提出的實質論點。在本次事件中，該書是對於科學戰爭碰撞出火花的最佳見證。此外，《高級迷信》亦引發紐約科學學院名為「始於科學與理性的飛行」，由 Gross 、 Levitt 與 Gerald Holton 所組織的研討會。與會者以 Gross 和 Levitt 的論辯方法為中心，仍以外行人、非科學家與社會研究知識份子其知識上與科學的不一致作結。

### 社會文本中的科學戰爭
1996年，杜克大學的後現代批判理論刊物《社會文本》（Social Text）內出現了一篇包含「科學戰爭」爭點的短文，由科學社會學與人文學科的後現代學者們合寫而成，內容主要強調社會與政治在科學領域所扮演的角色。
在爭點介紹的部分，《社會文本》編輯 Andrew Ross 說，科學社群對於科學論（science studies）的攻擊是保守派因科學研究（scientific research）經費受到削減而做出的反動行為，並將「始於科學與理性的飛行」研討會刻畫成企圖「將神創論科學、新世紀替代品與邪教、占星術、幽浮主義、激進科學運動、後現代主義及批判科學論連結為一個具危險威脅的主體，並與雅利安納粹科學和蘇聯李斯科主義釀成的錯誤這些現成的歷史幽靈相提並論」而「淪為辱罵」。
歷史學家 Dorothy Nelkin 表示， Gross 與 Leavitt 激烈的回應是為了喚起對科學與國家的失敗聯姻的討伐－對比科學家通常避免參與可見政治威脅的歷史傾向，像是神創論科學、李森科主義、同性戀與女權主義科學、動物權運動或反墮胎者企圖抑制胎兒研究。隨美蘇冷戰（1945-91）結束，即使資助機構要求責任制，且研究轉向以私人利益為導向，軍事科技的需求與科學款項仍然下降。Nelkin 指稱，後現代主義批判就像是「方便的代罪羔羊」，轉移了世人對科學問題的注意力。
物理學家艾伦·索卡尔在《社會文本》發表了一篇文章《跨越界線：通往量子力學重力理論的轉換詮釋學》，其認為量子理論具有語言學與社會建構之性質，且量子物理學的研究支持後現代主義對科學客觀性的批判。在索卡尔拒絕考慮修訂文章而維持原先論點後，《社會文本》編輯團隊將之作為對「科學戰爭」爭論的相關投稿對外發表。不久之後，在1996年五月發行的學院雜誌《Lingua Franca》上的《一個物理學家的文化研究實驗》一文中，索卡尔教授揭露了《跨越界線》其實是一篇戲仿文章，該文章的用意在於測試一本學術期刊的理性嚴謹程度，結果顯示「要使期刊刊登一篇廢話堆砌的文章相當簡單，只要(a)這文章聽起來好像不錯，且(b)奉承編輯在意識形態上的偏見」。這件事成了著名的「索卡尔事件」，並將學術界內部的科學客觀性戰爭推到公眾的視線中。

### 後續衝突
在《社會文本》上「科學戰爭」之後的幾年內，相關討論的嚴肅性與數量顯著增加，其中多半著重於調和後現代主義者與科學家之間的對立。一個比較值得注意的事件是1997年初的「科學與其評論家」研討會，匯聚了科學家與科學領域的學者，並以艾伦·索卡尔與 Steve Fuller作為主導者。雖未解決社會建構與科學客觀性之間的根本問題，但該會議引起了「科學戰爭」在新聞媒體與科學期刊上最後一波的大幅報導。
亦有其他方試圖調和兩個陣營的對立。1997年五月，加州大學物理學家 Mike Nauenberg 組織了一場小型研討會，同時邀請科學家與科學社會學家出席，其中包含了 Alan Sokal 、 N. David Mermin 與 Harry Collins。 同年， Harry Collins 也舉辦了南安普敦和平講習會，同樣邀請科學家與社會學家出席。該和平講習會計畫出書介紹一些「科學戰爭」期間各方的爭論論點。由化學家 Jay A. Labinger 與社會學家 Harry Collins 共同編輯的《一種文化》於2001年出版，該書書名參考至 C.P. Snow 的《兩種文化》，其中包含了 Alan Sokal、 Jean Bricmont、 Steven Weinberg 與 Steven Shapin 的投稿。
同樣於2001年，牛津大學教授 Bent Flyvbjerg 在他的著作《重視社會科學：為什麼社會詢問會失敗與如何敗部復活》中藉由以下論點確立了一條科學戰爭的出路（1）在古希臘用語的意涵中，社會科學是一種實踐智慧（phronesis），而自然科學是一種認識知識（episteme）（2）實踐智慧適合用於對價值與利益的自反分析與討論，此為社會繁榮所必須，而認識知識則作用於預測理論的發展（3）一個健全運作的社會需要實踐智慧與認識知識的均衡發展，因為兩者皆具有不可替代性。
其他科學戰爭相關的重要著作還有索卡尔與 Jean Bricmont 所合著《知識的騙局》(1998)、伊恩·哈金的《社會建構了什麼？》(1999)與 James Robert Brown 的《誰制定了科學？》。
一些學者亦有相關討論，如 Bogdanov Affair 於2002年統整了索卡尔事件：審查、受稿並刊登於期刊、後又揭露為戲仿文章而受同行評議的物理學期刊投稿。後現代主義者可能會指出該事件唯一的意涵就是證實了他們一直所聲稱的：在已知知識範圍之外，新的主張受到評估與散播之所在，沒有人可以聲稱自己具有確定真實與否的能力。 然而，康乃爾大學物理學教授 Paul Ginsparg 認為，該種測試方法並非所有情況下皆能適用，事實上，一些期刊與科研機構縱有較低或不同的標準，也多半難以察覺。
對科學戰爭有興趣者已於近年大幅降低。即使科學戰爭的事件仍偶爾會被主流報導所提及，對於科學社群與批判理論者已無太大影響力。 雙方皆繼續主張：對方不理解他們的理論、對方把具有建設性的批評與單純的學術性調查誤解為惡意攻擊。布鲁诺·拉图尔指稱：「科學家老是在『建造兩種文化的橋梁』這類會議周邊徘迴，而非科學家一旦開始試圖溝通，他們就驚恐卻步，並以自蘇格拉底被處死以後最怪異的論調扼殺言論自由：『只有科學家應該談論科學！』」接著，拉图尔提議，應該記取科學戰爭中的教訓，反思社會學認識論所發生的問題：「…科學家們讓我們理解到，欲將該種社會力量類型，作為影響客觀事實的一種因素，是沒有絲毫機會的。」
然而，最近有一些主導的批判理論者們已經認知到，他們的批評有時會適得其反，反而提升知識分子們從事反動行為的興趣。在討論全球暖化的文章中，布鲁诺·拉图尔有一段注記「危險的極端份子正使用社會建構的相似論調摧毀那些得來不易、能挽救我們生命的證據。參與科學論（science studies）領域的發明難道是一種錯誤嗎？能因此就指稱我們其實不真正知道我們正在指稱的概念是什麼意思嗎？」部分意見指出，該論文代表拉图尔撤回他早期的主張，但另有解讀認為，該論文對於社會建構的攻擊是他自其著作《實驗室生活：科學事實的建構》第二次編輯以來的一貫立場。